# Anzcyclops indicus
Anzcyclops indicus – gatunek widłonoga z rodziny Cyclopidae. Opisali go w 2015 roku indyjscy zoolodzy Venkateswara Rao Totakura i Yenumula Ranga Reddy. Miejsce typowe to rzeka Kryszna we wsi Madipadu w dystrykcie Guntur w indyjskim stanie Andhra Pradesh (współrzędne 16°48′50″N 80°04′22″E/16,813889 80,072778, wysokość 40 m n.p.m.).